# Fukusuke

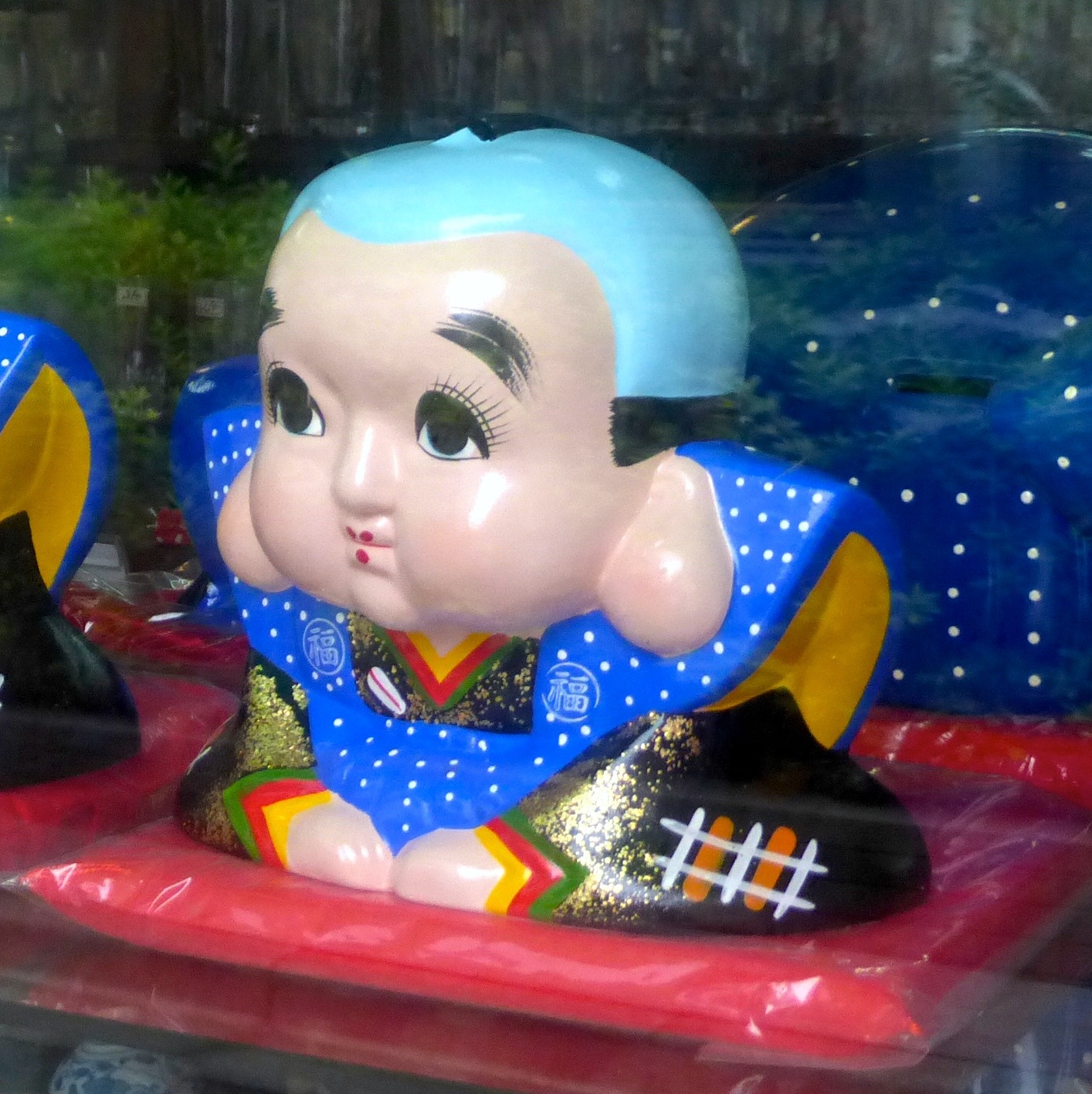
Un ejemplo de un muñeco Fukusuke

Fukusuke (福助?) son muñecas tradicionales japonesas asociadas con la buena suerte. Un muñeco Fukusuke representa a un hombre arrodillado al estilo seiza, con una cabeza grande peinada con un moño.

## Historia
Originalmente, era una muñeca venerada en casas de té o burdeles durante el período Edo para atraer la buena suerte. En aquella época, se creía que Fukusuke traería "juventud eterna, riqueza y honor".
La muñeca suele llevar un kataginu (かたぎぬ), una especie de chaleco con hombros prominentes. Si bien este tipo de prenda era usada por samuráis o funcionarios de la corte, algunos afirman que Fukusuke se inspiró en un daimyō de Kioto, un señor feudal o magnate del siglo X a las vísperas del periodo Meiji en el siglo XIX. El origen de la muñeca Fukusuke no está claro; otros afirman que su origen se encuentra en el kami de la suerte o fuku no kami (福の神) llamado Kanō Fukusuke (叶福助) del período Edo, espíritus de buena suerte del folclore japonés que se veneran en el shintoismo.

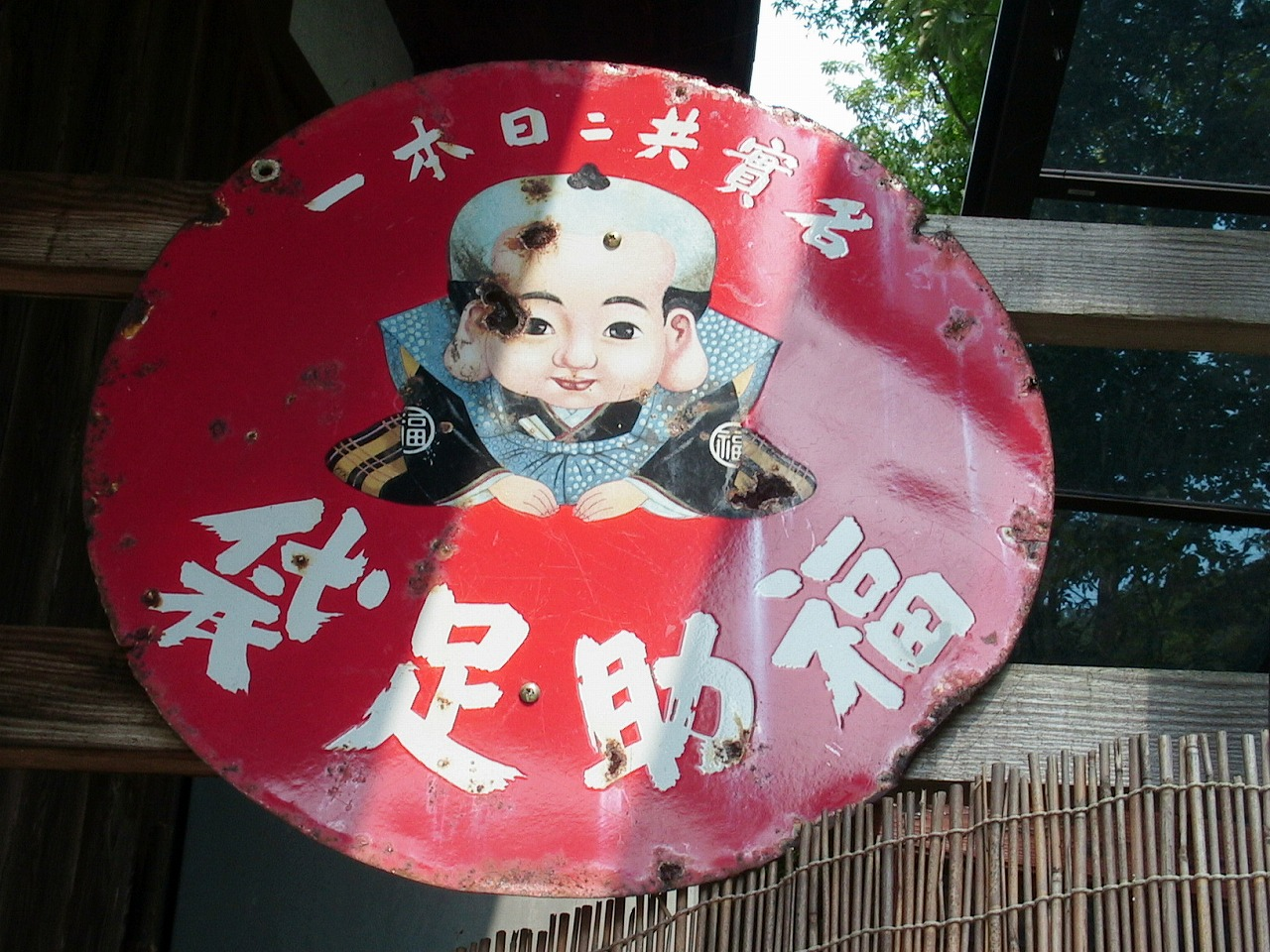
El logo de Fukusuke Corporation es un Fukusake.

El Fukusuke se ve a menudo en establecimientos comerciales y hoy en día se considera un símbolo de buena suerte. Muchos están hechos de porcelana china y otros con artesanía.

## Sgt. Pepper's Lonely Hearts Club Band
Fukusuke fue uno de los personajes que aparecieron en la portada del álbum de los Beatles Sgt. Pepper's Lonely Hearts Club Band (1967).